# IC 2607
IC 2607 ist eine Balken-Spiralgalaxie vom Hubble-Typ SBab im Sternbild Kleiner Löwe am Nordsternhimmel. Sie ist schätzungsweise 440 Millionen Lichtjahre von der Milchstraße entfernt.
Das Objekt wurde am 16. Mai 1903 von Stéphane Javelle entdeckt.